# Jean van de Velde (réalisateur)
 (octobre 2018).
Si vous disposez d'ouvrages ou d'articles de référence ou si vous connaissez des sites web de qualité traitant du thème abordé ici, merci de compléter l'article en donnant les références utiles à sa vérifiabilité et en les liant à la section « Notes et références ».
Pour les articles homonymes, voir Jean Van de Velde et Van de Velde.
Jean van de Velde, né le 14 mai 1957 à Bukavu, est un réalisateur, producteur et scénariste néerlandais.

## Vie privée
Il est le père de l'acteur Yannick van de Velde.

## Filmographie

### Réalisateur et producteur
- 1981 : De Afstand[2]
- 1993 : The Little Blonde Death[3]
- 1997 : All Stars[4]
- 2000 : Leak[5]
- 2004 : Floris[6]
- 2005 : Live! : co-réalisé avec Willem van de Sande Bakhuyzen[7]
- 2006 : Wild Romance[8]
- 2008 : The Silent Army[9]
- 2011 : All Stars 2: Old Stars[10]
- 2013 : The Price of Sugar[11]
- 2017 : Bram Fischer[12]

### Scénariste
- 1987 : Count Your Blessings de Pieter Verhoeff[13]
- 1993 : Oeroeg de Hans Hylkema[14]
- 1994 : De Flat de Ben Verbong[15]
- 1998 : When the Light Comes de Stijn Coninx[16]
- 2000 : Team Spirit de Jan Verheyen[17]

## Crédit d'auteurs
- (nl) Cet article est partiellement ou en totalité issu de l’article de Wikipédia en néerlandais intitulé « Jean van de Velde (filmregisseur) » (voir la liste des auteurs).